# Hembly International Holdings
La Hembly International Holdings Limited è una società cinese fondata nel 2000 operante nel settore forniture per abbigliamento ed accessori per grandi marchi del settore. L'attività comprende inoltre design e sviluppo prodotti, fornitura di materiali grezzi, test di laboratorio, controllo qualità, confezionamento e logistica. È presieduta da Billy Ngok (vero nome Yan-yu Ngok).

## Dati finanziari
Hembly è quotata alla borsa valori di Hong Kong e nel 2006 ha realizzato vendite per 626 milioni di dollari con un margine operativo lordo di 120 milioni. Impiega circa 2000 addetti.

## Accordi e partecipazioni
- Sergio Tacchini: come H4T entra nel gruppo nel 2007 per il rilancio del marchio
- Moschino: accordo per la distribuzione in esclusiva del marchio in Cina a partire dalla primavera-estate 2008. Accordo decennale con previsione dell'apertura di 40 negozi